# Альбін Тахірі
Альбін Тахірі (алб. Albin Tahiri, 15 лютого 1989, Словень Градець, Соціалістична Республіка Словенія, СФРЮ) — косовський гірськолижник. Перший представник Косова на зимових Олімпійських іграх. Брав участь у змаганнях на зимових Олімпійських іграх 2018 (був прапороносцем збірної Косова) та зимових Олімпійських іграх 2022. За професією — стоматолог. Тренувався у Словенії, Австрії та Італії.